# هنري غودن
هنري غودن هو منافس ألعاب قوى بلجيكي، ولد في 28 مايو 1892، وتوفي في 16 أكتوبر 1980.

## وصلات خارجية
- هنري غودن على موقع أوليمبيديا (الإنجليزية)